# Steve Bond
Steve Bond (hebräisch סטיב בונד; * 22. April 1953 in Haifa als Shlomo Goldberg) ist ein israelisch-amerikanischer Schauspieler.

## Leben
Bond, in Israel geboren, wuchs als Sohn eines ungarischen Vaters und einer rumänischen Mutter, die beide nach Israel einwanderten, auf. Sein Vater arbeitete als Schiffssteward und war selten zu Hause, so dass ein Onkel zu einer Art Vaterfigur wurde. Bei diesem lernte er das Reiten. Als Kind hatte Bond in Israel bereits in einigen Theaterproduktionen auf der Bühne gestanden. Nach der Trennung und Scheidung der Eltern kam er im Alter von 11 Jahren mit seiner Mutter, die dort Freunde hatte, in die Vereinigten Staaten nach Los Angeles.
Bond gab sein Filmdebüt mit einer Hauptrolle in Tarzan und der Dschungelboy, der 1965 gedreht, aber erst 1968 veröffentlicht wurde. In Elia Kazans Filmdrama Das Arrangement (1969) spielte er Kirk Douglas’ Hauptrolle als Junge. Er kehrte dann nach Israel zurück, wo er die High School besuchte, seine Schullaufbahn beendete und den freiwilligen israelischen Militärdienst absolvierte. Um seinen Lebensunterhalt nach seiner Rückkehr in die Vereinigten Staaten zu finanzieren, arbeitete er zeitweise als Kellner, Türsteher, LKW-Fahrer und Model. 1975 erschien er ganz nackt für eine Fotostrecke, die in der Oktoberausgabe des Playgirl-Magazins veröffentlicht wurde. Weitere Playgirl-Fotostrecken wurden im Februar 1977, im August 1983 und noch einmal, ohne Bonds Wissen und Einverständnis, als Reprint alter Fotos in der Dezember-Ausgabe 1984, als Bond bereits als Fernsehdarsteller landesweit bekannt war, veröffentlicht.
Ab Mitte der 1970er und in den frühen 1980er Jahren hatte Bond, nunmehr als Erwachsener, Rollen in verschiedenen Filmen und Fernsehserien, in denen er u. a. jugendliche Halbstarke, Sexploitation-Helden und einen Ranger, der Morde an Jugendlichen untersucht, spielte. Anfang der 80er Jahre arbeitete er in Los Angeles auch als Stripper für die Tanzgruppe The Chippendales.
Von 1983 bis 1986 war er in einer durchgehenden (regular) Rolle in der Krankenhausserie General Hospital zu sehen. Er spielte Jimmy Lee Holt, den unehelichen Sohn des wohlhabenden Geschäftsmanns Edward Quartermaine (David Lewis), der als „Eindringung“ versucht, an das Vermögen des Vaters zu kommen.
Mit Andy Sidaris’ Actionfilm Die Hawaii Connection (1988), der mittlerweile unter Filmkennern Kultstatus genießt, gelang Bond in der Hauptrolle des Geheimagenten Travis Abilene auch der Durchbruch im Kino. In dem historischen, von Ernst R. von Theumer produzierten Spielfilm Magdalene (1988) verkörperte er, unter der Regie von Monika Teuber und an der Seite von Nastassja Kinski, in der Hauptrolle den österreichischen Priester und Dichter Joseph Mohr, der sich in ein Schankmädchen von zweifelhaften Ruf verliebt und gemeinsam mit dem Dorflehrer Franz Xaver Gruber das Weihnachtslied Stille Nacht, heilige Nacht verfasst. In den Horrorfilmen Tödliche Lippen (1988) und Son of Darkness: To Die For II (1991) verkörperte er jeweils einen verführerischen, schwulen Vampir.
Von 1989 bis 1990 gehörte er als Mack Blake zur Besetzung der Seifenoper California Clan, in der er den Bruder der Serienhauptfigur Gina DeMott Capwell (Robin Mattson) spielte. Seinen letzten Auftritt in der Serie hatte er im Oktober 1990 in Folge 1566.
Bond war im Verlauf seiner Karriere auch in mehreren weiteren US-amerikanischen TV-Serien zu sehen, u. a. in Ein Sheriff in New York (1974), Bigfoot and Wildboy (1979), Matlock (1987), Full House (1989) und Palm Beach-Duo (1993).
Ende der 1990er Jahre zog sich Bond weitgehend vom Filmgeschäft zurück. Er betrieb ein Pferdegestüt und war als Immobilienmakler tätig. Nach der Jahrtausendwende wirkte er nur noch in vier Produktionen mit. Zuletzt übernahm er, nachdem ihn seine Ehefrau davon überzeugt hatte, 2017 eine Rolle in der romantischen TV-Weihnachtskomödie Enchanted Christmas, in der er den Boss von Alexa PenaVega spielte.
Sein Schaffen umfasst rund drei Dutzend Produktionen unterschiedlichster Genres. Seine deutschen Synchronsprecher sind u. a. Wolfgang Jürgen, Oliver Rohrbeck, Torsten Michaelis und Reinhard W. Kuhnert.

## Persönliches
Bond ist seit 1982 mit der Filmproduzentin Cindy Bond verheiratet und hat zwei Kinder, davon die Springreiterin Ashlee Bond. Bond wurde als Jude geboren, konvertierte aber später zum Christentum.

## Filmografie (Auswahl)
- 1968: Tarzan und der Dschungelboy (Tarzan and the Jungle Boy)
- 1969: Das Arrangement (The Arrangement)
- 1974: Ein Sheriff in New York (Fernsehserie, Folge The 42nd Street Cavalry)
- 1976: Cats – Die Ratten von Los Angeles (Cruising High)
- 1976: Massaker in Klasse 13 (Massacre at Central High)
- 1979: Bigfoot and Wildboy (Fernsehserie, Folge The Birth of a Titan)
- 1980: Witches' Brew
- 1982: Star Trek II: Der Zorn des Khan (Star Trek II: The Wrath of Khan)
- 1983: The Prey
- 1983–1986: General Hospital (Fernsehserie, 212 Folgen)
- 1987: Matlock (Fernsehserie, Folge The Therapist)
- 1987: You Are the Jury (Fernsehserie, Folge The State of Oregon vs. Stanley Manning)
- 1988: Die Hawaii Connection (Picasso Trigger)
- 1988: Silent Night / Magdalene
- 1988: Tödliche Lippen (To Die For)
- 1989: Full House (Fernsehserie, Folge Luck Be a Lady: Part 1)
- 1989–1990: California Clan (Santa Barbara, Fernsehserie, 123 Folgen)
- 1990: The Love Boat: A Valentine Voyage (Fernsehfilm)
- 1991: Son of Darkness: To Die for II
- 1992: Teufelstanz der Lust (The Smile of the Fox, Originaltitel: Spiando Marina)
- 1993: Palm Beach-Duo (Silk Stalkings, Fernsehserie, Folge Soul Kiss)
- 1994: Tryst
- 1996: High Incident – Die Cops von El Camino (High Insident, Fernsehserie, Folge Car Pick-Up)
- 1997: Spacejacked (Fernsehfilm)
- 2001: Torus – Das Geheimnis aus einer anderen Welt (Epoch)
- 2014: Born 2 Race – Fast Track
- 2017: Enchanted Christmas (Fernsehfilm)